# بيتر فاريل
بيتر فاريل (بالإنجليزية: Peter Farrell)‏ (16 أغسطس 1922 في جمهورية أيرلندا - 16 مارس 1999 في جمهورية أيرلندا) هو مدرب كرة قدم ولاعب كرة قدم أيرلندي في مركز نصف الجناح. شارك مع منتخب أيرلندا الشمالية لكرة القدم ومنتخب أيرلندا لكرة القدم ومنتخب جمهورية أيرلندا لكرة القدم. أما مع النوادي، فقد لعب مع نادي إيفرتون ونادي ترانمير روفرز لكرة القدم ونادي سليغو روفرز ونادي شامروك روفرز.

## وصلات خارجية
- بيتر فاريل على موقع قاعدة بيانات كرة القدم.إي يو (الإنجليزية)
- بيتر فاريل على موقع ناشيونال فوتبول تيمز (الإنجليزية)
- بيتر فاريل على موقع عالم كرة القدم.نت (الإنجليزية)